# Johann Kaspar Friedrich Manso

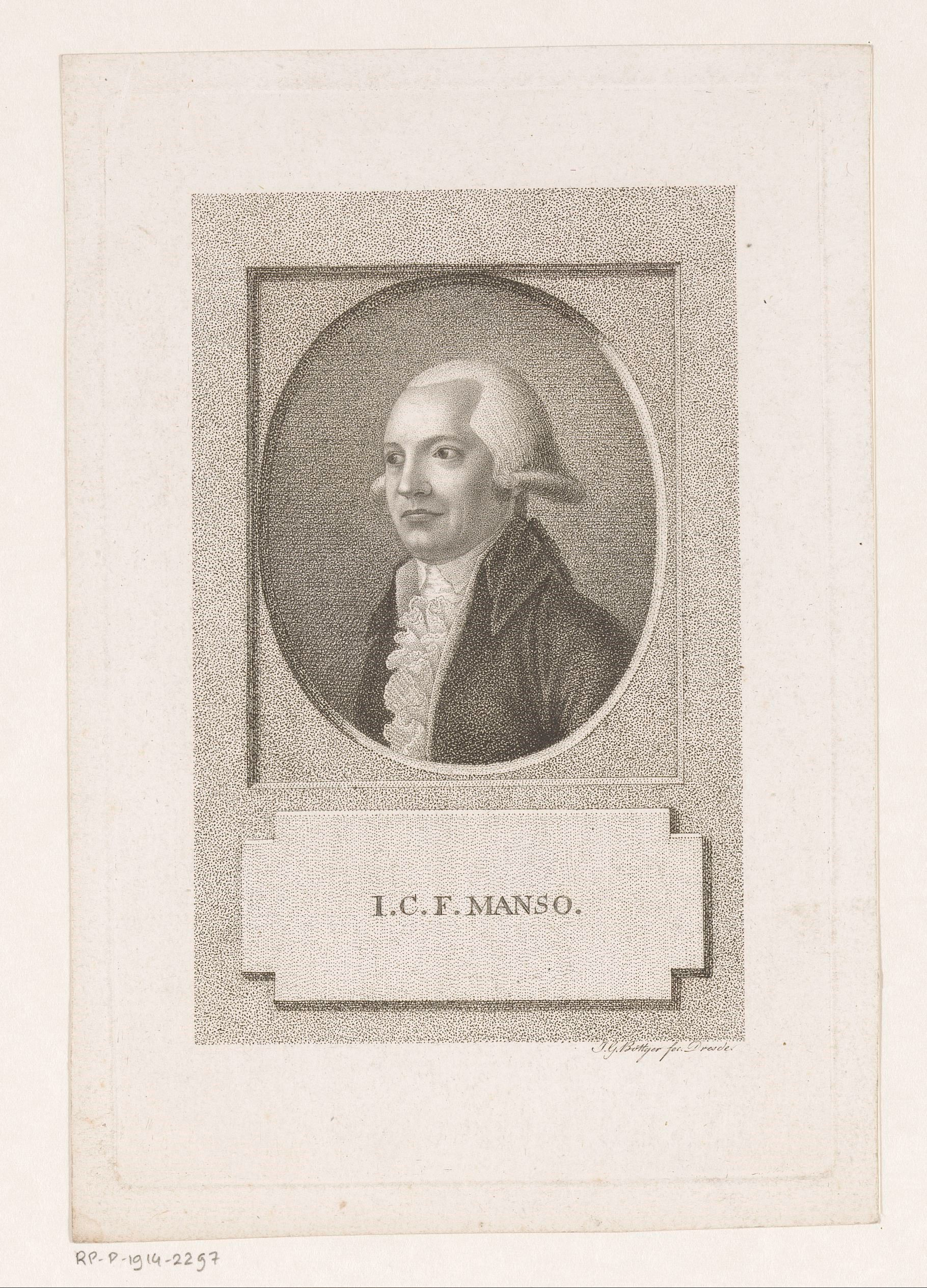
Johann Kaspar Friedrich Manso, Porträt aus dem Jahr 1794

Johann Kaspar Friedrich Manso (* 26. Mai 1759 in Zella St. Blasii; † 9. Juni 1826 in Breslau) war ein deutscher Schuldirektor, Historiker und Philologe.

## Leben
Mansos Vater war Amtmann. Friedrich Manso und sein Bruder besuchten in Gotha das Gymnasium Illustre. Schon zu Schulzeiten galten sie für „gelehrte monstra“, die „Verse in allen Silbenmaßen und Gattungen schmiedeten.“
„Tiefgelehrt, aber mit allem Konventionellen des Umgangs völlig unbekannt“ begann Manso 1779 sein Studium an der Universität Jena. Doch den jungen Philologen und Theologen kam „auf einmal der Trieb an, sich auch durch körperliche Vorzüge und Gewandheit geltend zu machen. Er nahm täglich mehrere Tanzstunden und wurde ein kompletter Kleinmeister.“ Gleichzeitig widmete er sich aber intensiv seinem Studium der Theologie, der Philosophie und der Philologie.
Nach der Rückkehr von der Universität Jena nach Gotha nahm er zunächst eine Stelle als Hauslehrer an. Doch schon ab 1783 unterrichtete er am Gymnasium Illustre, wo er bald darauf auch „Professor“ wurde.
1790 ging Friedrich Manso als Prorektor nach Breslau an das Maria-Magdalenen-Gymnasium (Magdalenäum). Im Jahr 1793, er war erst 34 Jahre alt, wurde er bereits Rektor dieser Schule, die er 33 Jahre lang bis zu seinem Tod geleitet hat. Seit 1808 war er korrespondierendes Mitglied der Bayerischen Akademie der Wissenschaften. Sein unermüdlicher Einsatz  zehrte an seinen Kräften. Von seinen Schülern betreut, starb Manso, der unverheiratet geblieben war, zwei Wochen nach Vollendung des 67. Lebensjahres.

## Leistungen
Manso hatte das traditionsreiche Breslauer Magdalenäum mit nur 90 Schülern übernommen. Bei seiner Aufbauarbeit, oft gegen den Widerstand des Lehrerkollegiums, scheute er keine persönliche Mühe. Dank seiner überragenden Fähigkeiten wuchs die Zahl der Schüler aber bis zum Jahr 1825 wieder auf 415 an. Sein Einsatz lohnte sich. Von seinen Schülern wurde er in ungewöhnlichem Maße verehrt. Sein Einfluss auf den Werdegang vieler ist bedeutsam gewesen. Ein besonders gutes Verhältnis entwickelte sich zwischen ihm und Friedrich Wilhelm Riemer. Karl von Holtei sprach voll Hochachtung von Mansos feiner vornehmer Persönlichkeit und Gabriel Gustav Valentin rühmte den segensreichen Einfluss, den Manso auf ihn gehabt habe. Zu  Mansos Lehrstunden über deutsche Literaturgeschichte meldeten sich sogar Studenten der 1806 neu gegründeten Universität Breslau an.
Als anerkannter Historiker, als Literaturhistoriker, Übersetzer und kritischer Geist seiner Gegenwartsliteratur genoss Manso unter den Gelehrten, auch über Breslau hinaus, großes Ansehen. Weitgehend vergessen oder nur noch einer immer kleiner werdenden Fachwelt bekannt, sind seine zahlreichen metrischen Übersetzungen, beispielsweise von  Vergil und Sophokles. Manso verfasste auch Lyrik in Deutsch und Latein. In einer Auseinandersetzung mit Goethe und Schiller kam es sogar zum so genannten Xenienstreit. Seine Gegner spotteten in dem Gedicht Der zweyte Ovid.:

„Armer Naso, hättest du doch wie Manso geschrieben,

Nimmer, du guter Gesell, hättest du Tomi gesehn.“

Ganz besondere Bedeutung hat Manso als Historiker erlangt. Er hat sich der Geschichte Spartas ebenso intensiv gewidmet wie der Preußens.  Und er hat eine Reihe anderer historischer Themen bearbeitet. Kritische Worte über seinen König Friedrich Wilhelm III. wurden von diesem sogar mit dem Roten Adlerorden belohnt. Zwei Bände „Briefe von Christian Garve“ sind Zeugnis seiner intensiven Freundschaft mit dem Philosophen, der auch in Breslau lebte.